# Коротка історія економіки
Коротка історія економіки (англ. A Little History of Economics) — книга британського письменника, економіста та історика Найла Кіштайні. Українською книга була видана у 2022 році видавництвом «Наш Формат».

## Про книжку
Одна із найцікавіших книжок про економіку. Заощадить вам гроші, підніме самооцінку й розповість історію економіки від античності до сучасності. Яку одну книжку прочитати, щоб тямити в економіці й не плутати ідеї Адама Сміта з ідеями Кейнса чи Гаймана Мінські? І щоб не почуватися дурнем у середовищі людей, які читають класичні праці та розуміються на економічних теоріях? Якщо ви хоч раз думали про таке, то це видання для вас.
Ви дізнаєтеся, чому економіка — це питання життя і смерті, як вивчення цієї науки може змінити світ на краще, чому давніх філософів і сучасних людей хвилюють ті самі питання та як економіст Елвін Рот уможливив вигідний обмін нирками. А також зможете чітко відрізнити погляди Маркса від ідей Фрідріха Гаєка, обережний капіталізм від безрозсудного та довідаєтеся, чому економічні знання потрібні всім, а не тільки фахівцям.
Ця книжка дає можливість вирушити у подорож історією економіки від стародавніх часів до сьогодення. Ви побачите, як формувалася сучасна економіка і як вона впливає на наше життя. Книга є однією з найкращих праць про історію економіки і дає гарний фундамент для її розуміння.

## Про автора
Найл Кіштайні — колишній радник з економічної політики уряду Великої Британії та Економічної комісії ООН для Африки, запрошений викладач факультету економічної історії Лондонської школи економіки.